# 大橋智干
大橋 智干（おおはし ともひさ、1921年6月25日 - 没年不明）は、山口県出身のプロ野球選手（捕手）。

## 経歴
下関市立下関商業学校（現・下関商業高等学校）在学中は、甲子園に4度出場（春2回〈1938年，1939年〉、夏2回〈1938年，1939年〉）。そのうち1939年夏の大会では、正捕手としてチームの準優勝に貢献した。当時のチームメイトに、長富政武（のち大洋）、諏訪裕良（のちに高野裕良に改名。巨人→金星・大映→大洋）がいた。
1940年3月15日に巨人に入団。しかし正捕手の吉原正喜や第2捕手の楠安夫の壁は厚く、僅か5試合の出場に留まり、同年末に現役引退した。引退後の消息は不明。
内海五十雄の後を継いで、巨人軍の背番号26を付けた選手である。また出場機会はほとんど無かったが、沢村栄治とヴィクトル・スタルヒンの間に座ってミーティングに参加している写真が現存している。

## 詳細情報

### 年度別打撃成績
| 年 度     | 球 団     | 試 合 | 打 席 | 打 数 | 得 点 | 安 打 | 二 塁 打 | 三 塁 打 | 本 塁 打 | 塁 打 | 打 点 | 盗 塁 | 盗 塁 死 | 犠 打 | 犠 飛 | 四 球 | 敬 遠 | 死 球 | 三 振 | 併 殺 打 | 打 率 | 出 塁 率 | 長 打 率 | O P S |
| --------- | --------- | ----- | ----- | ----- | ----- | ----- | -------- | -------- | -------- | ----- | ----- | ----- | -------- | ----- | ----- | ----- | ----- | ----- | ----- | -------- | ----- | -------- | -------- | ----- |
| 1940      | 巨人      | 5     | 3     | 3     | 0     | 1     | 0        | 0        | 0        | 1     | 1     | 1     | --       | 0     | 0     | 0     | --    | 0     | 2     | --       | .333  | .333     | .333     | .666  |
| 通算：1年 | 通算：1年 | 5     | 3     | 3     | 0     | 1     | 0        | 0        | 0        | 1     | 1     | 1     | --       | 0     | 0     | 0     | --    | 0     | 2     | --       | .333  | .333     | .333     | .666  |

### 背番号
- 26 （1940年）